# Eilert Määttä
Yngve Eilert Määttä (* 22. September 1935 in Kiruna; † 7. Mai 2011 in Södertälje) war ein schwedischer Eishockeyspieler und -trainer.  

## Karriere
Eilert Määttä begann seine Karriere als Eishockeyspieler beim Skellefteå AIK, für dessen Profimannschaft er von 1956 bis 1963 in der Division 1, der damals höchsten schwedischen Spielklasse, atkviw ar. Anschließend spielte er weitere neun Jahre lang für dessen Ligarivalen Södertälje SK, bei dem er 1972 im Alter von 37 Jahren seine aktive Karriere beendete. 
In der Saison 1978/79 war Määttä als Cheftrainer des Djurgårdens IF aus der Elitserien tätig. 

### International
Für Schweden nahm Määttä an den Olympischen Winterspielen 1964 in Innsbruck teil, bei denen er mit seiner Mannschaft die Silbermedaille gewann. Zudem stand er im Aufgebot seines Landes bei den Weltmeisterschaften 1957, 1962, 1963, 1965 und 1967. Bei den Weltmeisterschaften 1957 und 1962 gewann er mit seiner Mannschaft jeweils die Goldmedaille. Als bestes europäisches Team wurde Schweden zudem jeweils Europameister. Bei den Weltmeisterschaften 1963 und 1967 gewann er mit seiner Mannschaft jeweils die Silber-, bei der WM 1965 die Bronzemedaille.

## Erfolge

### Olympische Winterspiele
- Innsbruck 1964: Silbermedaille

### Weltmeisterschaften
- Moskau 1957: Goldmedaille
- Colorado Springs/Denver 1962: Goldmedaille
- Stockholm 1963: Silbermedaille
- Tampere 1965: Bronzemedaille
- Wien 1967: Silbermedaille